# Arachnis beccarii
Arachnis beccarii är en orkidéart som beskrevs av Heinrich Gustav Reichenbach. Arachnis beccarii ingår i släktet Arachnis och familjen orkidéer.

## Underarter
Arten delas in i följande underarter:
- A. b. beccarii
- A. b. imthurnii